# 滝川正利
滝川 正利（たきがわ まさとし）は、江戸時代前期の大名。常陸国片野藩藩の第2代藩主。晩年に所領の大半を返上し、旗本となった。

## 生涯
天正18年（1590年）、のちに初代片野藩主となる滝川雄利の長男として父の居城・伊勢国神戸城で生まれる。関ヶ原の戦いで西軍について失領した父が徳川家康に召しだされて片野2万石を与えられると、徳川家に仕えるようになった。慶長10年（1605年）、16歳のとき2代将軍・徳川秀忠の上洛に供奉し、従五位下・壱岐守に叙せられた。父の雄利は豊臣秀吉から羽柴の苗字を与えられて羽柴下総守を称しており、正利も羽柴を苗字として羽柴壱岐守を称した。
慶長15年（1610年）、父の死去により21歳で跡を継ぐ。慶長20年（1615年）、大坂夏の陣に出陣し、首3級を獲る武功を挙げた。また、この頃、将軍の命により羽柴の苗字を改め、父が以前名乗っていた滝川に復姓した。
しかし生来から病弱で出仕に支障を来たすようになり、寛永2年（1625年）、嗣子がなく、幕府の公務に耐えられないという理由から所領の返上を願い出て、所領2万石のうち1万8000石を幕府に収公の上、常陸新治郡片野2000石を安堵されて旗本となった。同年11月7日、死去。享年36。
家督は摂津国高槻藩初代藩主・土岐定義の次男・利貞が末期養子として継ぎ、正利の娘を娶って婿となった。利貞と正利の娘との間の子、利錦は御側衆に昇進、加増され子孫は4000石の旗本として存続した。なお、幕末に大目付になり、鳥羽・伏見の戦いの戦端を開いた滝川具挙はこの家の別家（利錦の弟具章が分家）1200石の当主で、正利の子孫にあたる。